# شولهم تورپ
شولهم تورپ (به انگلیسی: Shouldham Thorpe) یک روستا و محله مدنی در بریتانیا است که در King's Lynn and West Norfolk واقع شده‌است. شولهم تورپ ۵٫۸۷ کیلومتر مربع مساحت و ۱۶۵ نفر جمعیت دارد.